# Atletismo nos Jogos Pan-Americanos de 1987 - Arremesso de peso masculino
A prova do arremesso de peso masculino nos Jogos Pan-Americanos de 1987 foi realizada em 16 de agosto em Indianápolis, Estados Unidos.

## Medalhistas
| Ouro                | Prata                             | Bronze             |
| Gert Weil CHI Chile | Gregg Tafralis USA Estados Unidos | Paul Ruiz CUB Cuba |

## Resultados
| Posição           | Nome            | Nacionalidade         | Marca | Notas |
| ----------------- | --------------- | --------------------- | ----- | ----- |
| Medalha de ouro   | Gert Weil       | CHI Chile             | 20.21 |       |
| Medalha de prata  | Gregg Tafralis  | USA Estados Unidos    | 20.17 |       |
| Medalha de bronze | Paul Ruiz       | CUB Cuba              | 18.86 |       |
| 4                 | José de Souza   | BRA Brasil            | 17.16 |       |
| 5                 | James Dedier    | TRI Trinidad e Tobago | 16.57 |       |
| 6                 | Samuel Crespo   | PUR Porto Rico        | 16.54 |       |
| 7                 | Carlos Bryner   | ARG Argentina         | 14.03 |       |
| 8                 | Jaime Comandari | ESA El Salvador       | 13.79 |       |